# Кубический метр
Куби́ческий метр (от куб и метр) (кратко кубометр) — единица объёма, производная в Международной системе единиц (СИ), а также в системах единиц МКГСС и МТС.
Одному кубическому метру равен объём куба с длиной ребра 1 метр.

## Термин

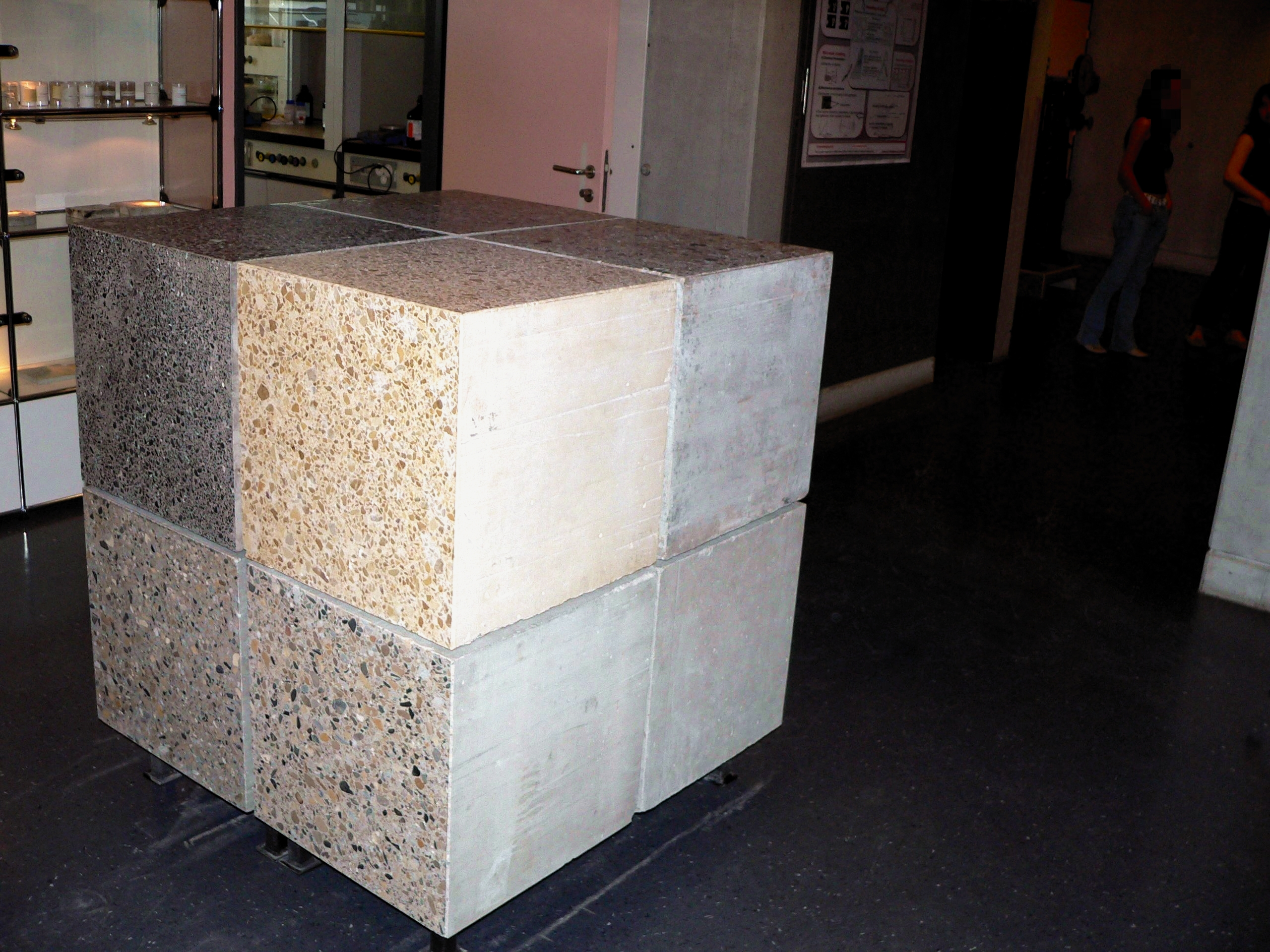
Кубометр бетона

Термин и его сокращения образованы от слов куб и метр.
Русское обозначение: м³; международное: m³; верхний индекс сформирован юникод-знаком ³. В офисных программах применяется приподнимание и уменьшение нормальной цифры, в разметке HTML имеется парный тег sup с аналогичным действием, <sup>3</sup> = 3. При отсутствии возможности использовать оба способа указывается словарное обозначение «куб. м.» («cu m»). Однако в научно-техническом применении правила Международной системы единиц (СИ) использование словарных обозначений не допускают.
В метрической системе мер: 1 м³ = 1000 дм³ = 1 000 000 см³ = 1 000 000 000 мм³ = 1000 литров.
При конверсии в другие системы мер: 1 м³ ≈ 35,3 кубических фута ≈ 1,31 кубических ярда ≈ 6,29 баррелей.

## Измерение
В кубометрах измеряют расход жидкостей, часто оцениваются тарифы жидкостей, сыпучих и газообразных веществ, а также бетона и древесины.

## Агрегатные показатели
Кубометр чистой воды при температуре её максимальной плотности (+3,98 °C) и нормальном атмосферном давлении (101,325 кПа) имеет массу, равную 1000 кг = 1 т. При 0 °C, температуре замерзания воды, кубометр воды легче — 999,972 кг. Для нагрева кубического метра воды от 0 до +100 °С при нормальном атмосферном давлении требуется около 100 млн калорий, или 116,299 киловатт-часов энергии.
Зимой 1 м³ свежевыпавшего снега весит 50—60 кг, а 1 м³ слежавшегося снега весит 300—400 кг.. В метеорологии до появления практики растапливания снега 10 мм свежего снега приравнивались к 1 мм дождя (100 кг/м³).
Масса кубометра бетона зависит от его марки (м100-500) — средний вес около 2500 кг